# Karine Brémond
Karine Brémond, nach Heirat Karine Loureiro (* 17. Juni 1975 in Aix-en-Provence), ist eine ehemalige französische  Schwimmerin. Die Spezialistin im Brustschwimmen gewann je eine Bronzemedaille bei Europameisterschaften und bei Mittelmeerspielen.

## Sportliche Karriere
Brémond schwamm für Istres Sports Nautique.
Bei den Weltmeisterschaften 1994 in Rom belegte die französische 4-mal-100-Meter-Lagenstaffel mit Roxana Mărăcineanu, Karine Brémond, Cécile Jeanson und Julie Blaise den achten Platz. Brémond trat auch über 200 Meter Brust an, schied aber als 22. der Vorläufe aus. Zwei Jahre später bei den Olympischen Spielen in Atlanta trat Brémond auf beiden Bruststrecken und mit der Lagenstaffel an und kam jeweils nicht über den Vorlauf hinaus.
Im Juni 1997 bei den Mittelmeerspielen in Bari wurde Brémond Fünfte über 100 Meter Brust und Vierte über 200 Meter Brust. Die Lagenstaffel mit Roxana Mărăcineanu, Karine Brémond, Nadège Cliton und Solenne Figuès erschwamm die Bronzemedaille hinter den Italienerinnen und den Spanierinnen. Zwei Monate später fanden die Europameisterschaften in Sevilla statt. Brémond erreichte den siebten Platz über 200 Meter Brust. Die Lagenstaffel mit Roxana Mărăcineanu, Karine Brémond, Cécile Jeanson und Solenne Figuès schlug als Sechste an. Bei den Weltmeisterschaften 1998 in Perth schied Brémond über 100 Meter Brust als 20. der Vorläufe aus. Über 200 Meter Brust wurde sie Siebte im B-Finale. 1999 bei den Europameisterschaften in Istanbul belegte Brémond den sechsten Platz über 200 Meter Brust. Im Jahr darauf bei den Europameisterschaften in Helsinki siegte über 200 Meter Brust die Rumänin Beatrice Câșlaru vor der Ungarin Ágnes Kovács. 1,35 Sekunden hinter der Ungarin erkämpfte Brémond die Bronzemedaille mit einer halben Sekunde Vorsprung vor der Viertplatzierten. Fast drei Monate nach den Europameisterschaften bei den Olympischen Spielen in Sydney trat Brémond nur über 200 Meter Brust an. Sie schwamm die viertbeste Zeit im Vorlauf und die neuntbeste Zeit im Halbfinale. Den Endlauf verfehlte sie um 1,25 Sekunden. Im April 2002 nahm Karine Brémond an den Kurzbahnweltmeisterschaften in Moskau teil und wurde Zehnte der Vorläufe über 200 Meter Brust.